# Lars Kjellén
Lars Eric Kjellén, född 25 januari 1923 i Göteborgs garnisonsförsamling, Göteborg,  död 19 juni 2001 i Falsterbo församling, Skåne län
, var en svensk läkare och professor i virologi.

## Biografi
Kjellén tog studentexamen i Uppsala 1942 och fortsatte sina studier vid Uppsala universitet, där han avlade medicine licentiatexamen 1950. Han blev bataljonsläkare i fältläkarkårens reserv 1953 och arbetade därefter som laboratorieläkare vid sjukhusdirektionens bakteriologiska centrallaboratorium fram till 1957. 1957 disputerade han för medicine doktorsgraden vid Karolinska institutet på avhandlingen Studies on in vitro neutralization of adenoviruses, varefter han samma år blev docent där.
1957 till 1959 tjänstgjorde han vid S:t Louis school of medicine, men återvände till Sverige och blev docent vid Lunds universitet 1959. Redan 1958 hade han fått anställning som extra ordinarie läkare vid Malmö allmänna sjukhus bakteriologiska laboratorium, och 1962 blev han överläkare för klinisk-virologiska laboratoriet därstädes. Parallellt med läkarjobbet fortsatte han sin karriär inom akademien, och blev professor i virologi vid Lunds universitet 1967, en tjänst som han upprätthöll till sin emeritering 1989.Han invaldes 1970 som ledamot av Fysiografiska Sällskapet.
Han gifte sig 1947 med Maud Arhusiander. De är gravsatta på Falsterbo kyrkogård.